# Джеб (мобильный комплекс наземной разведки и радиоэлектронной борьбы)
«Джеб» (укр. «Джеб») — украинский мобильный комплекс наземной разведки и радиоэлектронной борьбы на базе бронированной машины «Тритон».

## История разработки и продвижения
Комплекс разработан Открытым акционерным обществом „Холдинговая компания «Укрспецтехника»“.
Презентация самого комплекса состоялась 1 сентября 2015 года на оружейной выставке в городе Кельц в Польше. 22 сентября на XII-й международной оружейной выставке «Зброя та безпека-2015» ХК «Укрспецтехника» представила проект использования бронемашины «Тритон» в качестве мобильной базы для комплекса «Джеб».

## Предназначение
Комплекс предназначен для обнаружения и идентификации движущихся людей и техники (в различных модификациях – медленных низколетящих целей и передвигающихся по водной поверхности объектов), проведения радиомониторинга с целью обеспечения охраны территорий или разведки, радиоперехвата и  радиопротиводействия.
Кроме того, «Джеб» обеспечивает автоматическое обнаружение объектов в любое время суток и года, сложных метеорологических условиях в миллиметровом диапазоне длин волн и доразведку целей (детальную разведку) в оптическом диапазоне длин волн, а также выявление и локализацию (привязку к местности) систем связи и телекоммуникации (в том числе средств сотовой, мобильной, спутниковой, радиорелейной и транковой связи), радиотехнических средств (в том числе РЛС ближнего действия, систем управления огнём, систем передачи сигналов управления и телеметрии).
Также комплекс обеспечивает привязку измерительных средств к местности и позволяет передавать полученную информацию о разведываемых объектах (обстановке) по радиоканалу на командные пункты.

## Характеристика

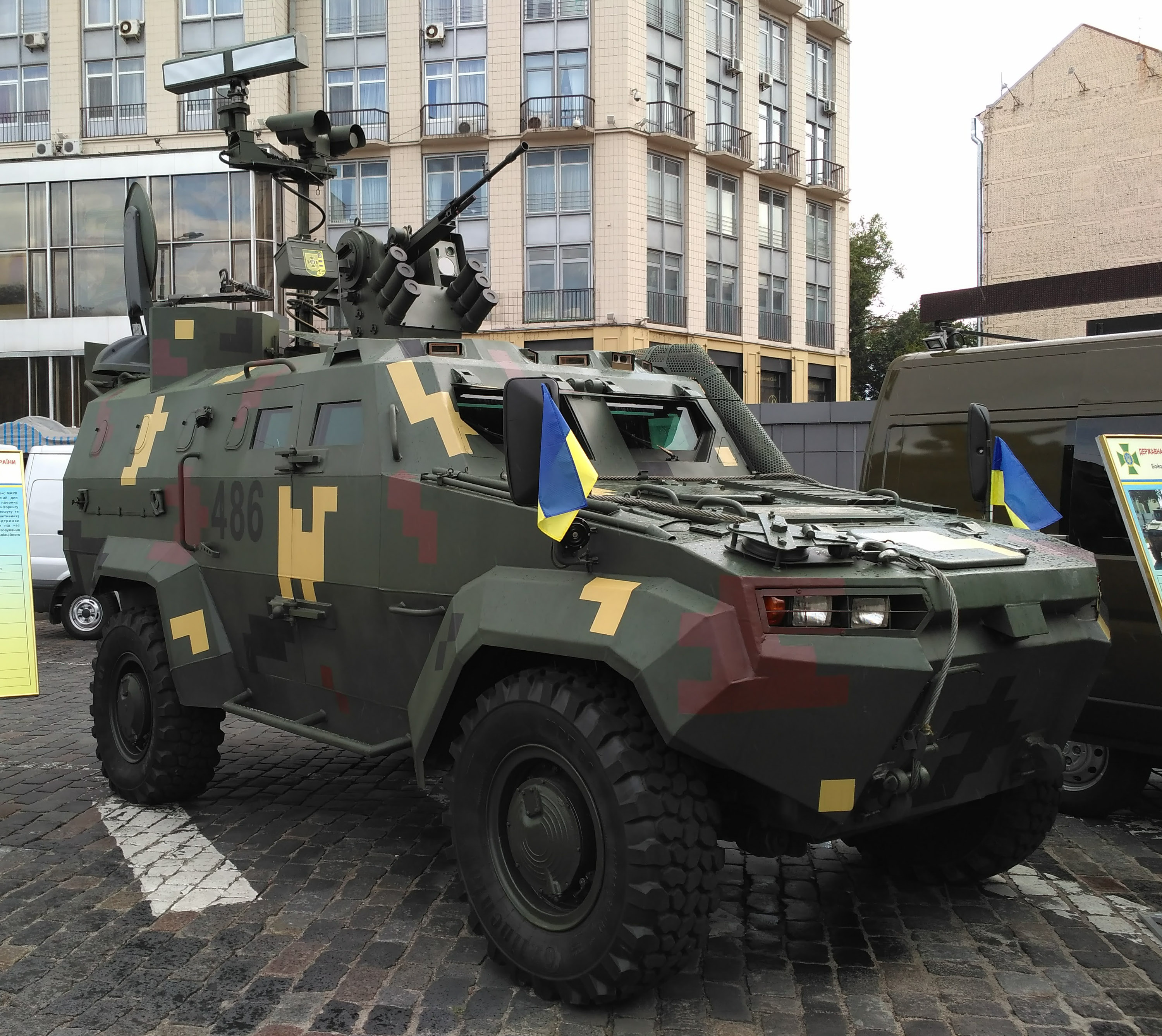
Бронеавтомобиль «Тритон» с комплексом «Джеб». Государственная пограничная служба Украины, 2017 г.

В качестве мобильной базы для комплекса была выбрана бронированная машина «Тритон».
Непосредственно в состав комплекса входят:
- радиолокатор разведки наземных и малоскоростных низколетящих целей миллиметрового диапазона LC111 «Лис»[5];
- двухканальная телевизионная система наблюдения дневного и ночного видения[5];
- тепловизионная система[5];
- лазерный дальномер[5];
- система радио и радиотехнического мониторинга[5];
- навигационная система ориентации комплекса на местности и определения координат целей[5];
- система передачи данных на контрольный пункт и средства связи[5];
- бортовая электронно-вычислительная машина обработки информации и управления[5];
- система управления средствами комплекса[5];
- устройство отображения обстановки[5].

Комплекс может производить:
- автоматическое обнаружение и распознавание наземных и малоскоростных низколетящих целей на дальностях до 12 км с помощью РЛС миллиметрового диапазона[5] (человека на дистанции в 3 км, автомобиль — в 6 км)[2];
- обнаружение и распознавание целей на дальностях до 5-8 км в оптическом диапазоне длин волн с помощью телевизионной (в комплексе присутствует 36х телевизионная камера[2]) и тепловизионной систем в дневных и ночных условиях, а так же в условиях ограниченной видимости[5] (при помощи тепловизора — человека на дистанции в 2,4 км, автомобиль — в 6,6 км)[2];
- детальную доразведку целей в видимом и инфракрасном диапазонах длин волн[5];
- определение дальностей до разведываемых целей с точностью до 5 м с помощью лазерного дальномера[5];
- определение собственных координат комплекса и целей и привязка их к местности[5];
- разведку целей в условиях активного противодействия со стороны противника средствами радиоэлектронной борьбы[5];
- отображение разведываемой информации о целях (количество целей, состав целей, дальность, пеленг, детальная видеоинформация о целях, координаты комплекса) на дисплее электронно-вычислительной машины, работающего в мультиэкранном режиме, и экране жидкокристалического монитора[5];
- сканирование и регистрация радиосигналов систем связи и телекоммуникации в выделенных участках радиодиапазона[5];
- снятие характеристик зарегистрированных сигналов (несущая частота, ширина полосы, мощность, вид модуляции, параметры зондирующих импульсов и др.)[5];
- отображение и индикация характеристик анализируемого диапазона/источника[5];
- ведение базы данных зарегистрированных источников[5];
- классификацию и идентификацию обнаруженных источников и привязка их к возможным техническим средствам[5];
- определение направления излучения обнаруженных источников (при наличии соответствующих антенных систем)[5];
- наблюдения за 250 объектами одновременно[3];
- перехват и регистрацию сигналов сотовой, пейджерной и транковой связи стандартов AMPS/DAMPS (протоколы IS-54B, IS-136 и IS-641), NAMPS, TACS, NMT-450(900), GSM-900, DCS-1800, MPT-1327, EDACS, FLEX, RDS, POCSAG[5];
- передачу разведываемой информации (текстовой и видео) по радиоканалу на командные пункты[5];
- подавление навигационных систем GPS и ГЛОНАСС (диапазон частот постановщика помех — 20-2500 МГц (до 6000 МГц в некоторых комплектациях); количество поддиапазонов постановщика помех — до 14; общая выходная мощность постановщика помех — до 1300 Вт)[2].

Вышка РЛС (на которой также размещены видео- и тепловизионная камеры) поднимается на 4,5 м.
Комплекс работоспособен в температурном диапазоне от -20 до +50 С°.

## Операторы
Украина:
- Государственная пограничная служба Украины — заказала 62 комплекса в 2016 году[3].